# 半村良
半村 良（はんむら りょう、1933年10月27日 - 2002年3月4日）は、日本の男性小説家。 本名：清野 平太郎（きよの へいたろう）。

## 経歴
東京府東京市葛飾区生まれ。小学1年生の時に父を失う。1942年から1945年まで母親の実家である石川県能登地方に疎開していた。1952年、東京都立両国高等学校を卒業。その後は連込み宿の番頭やキャバレーのバーテンなど30近い職業を転々とした。広告代理店に勤務していた時代にはニッポン放送と密接な関係を持ち、5代目月の家圓鏡（後の8代目橘家圓蔵）をラジオパーソナリティとして発掘した。
1962年、短編小説『収穫』が第2回ハヤカワ・SFコンテストに入選（第3席）し、作家デビューした。日本SF作家クラブの事務局長も務めるが、1960年代は数編の短編を『SFマガジン』に発表するのみで、ほぼ沈黙していた。これには、自由な作品を書こうとする半村と、当時『SFマガジン』編集長だった福島正実との対立もあったという。
福島が退職して森優が編集長となると半村に執筆が依頼され、1971年に刊行した『石の血脈』で「伝奇ロマン」や「伝奇SF小説」と呼ばれるジャンルを開拓した。この作風は、後の作家たちに大きな影響を与えた。この頃、早川書房で半村の担当だった竹上昭は、のちに退社して半村の助手となった（のち、翻訳家野村芳夫となる）。1971年に発表された『戦国自衛隊』は架空戦記の源流であると言われ、1979年に映画化され、2005年にも『戦国自衛隊1549』としてリメイクされた。
以降、旺盛な執筆活動を行う。自分の職業を「嘘屋」とよぶほどの「奇想ぶり」を発揮する一方で、下積み生活が長かったことを反映しての人情小説なども書いた。また『軍靴の響き』のような、再軍備に警鐘を鳴らす小説も発表している。財閥や政治家を巨悪として設定する物語が多く、『戦国自衛隊』末尾では痛烈きわまる皇室批判も語られる。ただし、左翼政党に肩入れするような活動は見られず、むしろ柿澤弘治や加藤紘一といった自由民主党リベラル派の政治家との交際があった。柿澤は高校の同級生である。
1975年、SF作家としては初めて第72回の直木賞を受賞したが、授賞対象となったのは人情小説『雨やどり』であった。SF小説の直木賞受賞は1988年の景山民夫『遠い海から来たCOO』（第99回）まで出なかった。
1980年、『妖星伝』完結編の第七巻の発売について、講談社と事件となり、発売延期。講談社から発売予定だった全集「半村良独演会」も発売が延期となった。
1984年、北海道苫小牧市に転居、1987年に東京浅草に戻る。
1988年、人情物とSFとを融合させた作品『岬一郎の抵抗』で日本SF大賞を受賞した。1994年には雑誌連載が中断し未完だった『虚空王の秘宝』を完結させて刊行、1995年には単行本刊行が中断していた『妖星伝』を完結させる。しかし他にも、『太陽の世界』など未完に終わった長編・シリーズが多数ある。
1999年、栃木県鹿沼市に移住する。
2001年、群馬県前橋市から、家族の住む東京・調布に戻る。
2002年3月4日、肺炎のため死去した。68歳没。同年、第二十回日本冒険小説協会大賞特別賞を受賞。
2005年、戦後の焼け跡・闇市時代を描いた著書『晴れた空』が祥伝社より、戦後60年特別出版として、再刊された。

## 人物
- ペンネームは、イーデス・ハンソン（良いです、半村）に由来するのではないかとよく言われるが、実際は薬品のネーミング法などをヒントに語呂の良いものを選んだのだという[注釈 1]。イーデス・ハンソン説については、小松左京の言い出した冗談を、本人が特に否定しなかったために広がったという説が有力である。このほか、馬主として、自身のペンネームをもじって命名したハーフェンダールという馬を持っていた事もある。

- 清水義範は、学生時代に作った同人誌を通じて半村と文通が始まり、大学卒業時と同時に上京する際、半村を頼ったと述べている[4]。当時の半村は広告代理店を退社して専業作家に転身し、大きくブレイクしようとした時期にあたった。その後も清水に目をかけ、亡くなるまで交友が続いた。清水は、いくつかの自伝的作品で半村をモデルにした人物を登場させており、師匠と呼んでいる。

- 角川春樹によれば、角川書店で編集局長をしていた頃、既に「伝奇ロマン」のジャンルで成功を収めており、1974年に書き下ろし文庫『平家伝説』の執筆を初版10万部の印税保証付きで依頼したことから付き合いを初め、『戦国自衛隊』の頃までは良好な関係を続けていたが、次第に酒と女に溺れ、出版各社から金を前借するようになり、1975年に直木賞を受賞してからは、さらに増長し、未完に終わった『太陽の世界』の執筆に半村側が、1冊1千万円の印税保証を提案したことが決定打となり、関係が悪化したという[5]。

- 1997年1月30日、藤岡信勝、西尾幹二らによって「新しい歴史教科書をつくる会」が設立されると[6][7]、各界著名人が賛意を表し、同年6月6日時点の賛同者は204人を数えた。半村もその中に名を連ねた[8]。

## 受賞歴
- 1962年 第2回SFコンテスト 入選（「収穫」）[9]
- 1972年 第3回星雲賞（日本長編部門） 受賞 （『石の血脈』）[9]
- 1973年 第1回泉鏡花文学賞 受賞 （『産霊山秘録』）[9]
- 1975年 第72回直木賞 受賞 （『雨やどり』）[9]
- 1988年 第9回日本SF大賞 受賞 （『岬一郎の抵抗』）[9]
- 1993年 第6回柴田錬三郎賞 受賞 （『かかし長屋』）[9]
- 2002年  第20回日本冒険小説協会大賞特別賞 受賞[9]

## 主な作品

### 小説
- 『およね平吉時穴道行』（早川書房 1971年、のち文庫、角川文庫）
- 『石の血脈』（早川書房、1971年、のちハヤカワ文庫、角川文庫、ハルキ文庫、集英社文庫）
- 『ひっかかった春』（フレーベル館（こどもSF文庫）1972）
- 『軍靴の響き』（実業之日本社、1972年、のち角川文庫）
- 『産霊山秘録』（早川書房、1973年、のち文庫、角川文庫、ハルキ文庫、集英社文庫）
- 『黄金伝説』（祥伝社、1973年、のち角川文庫、講談社文庫）
- 『英雄伝説』（祥伝社、1973年、のち角川文庫、講談社文庫、河出文庫）
- 『闇の中の系図』（角川書店、1974年、のち文庫、河出文庫）
- 『亜空間要塞』（早川書房、1974年、のち文庫、角川文庫、ハルキ文庫）
- 『わがふるさとは黄泉の国』（「戦国自衛隊」所収）早川書房、1974年、のち文庫、角川文庫、河出文庫）
- 『戦国自衛隊』（ハヤカワ文庫、1974年、のち角川文庫、ハルキ文庫）
- 『不可触領域』（文藝春秋、1974年、のち文庫、角川文庫、ハルキ文庫）
- 『男あそび』（実業之日本社、1974年、のち文春文庫、集英社文庫）
- 『平家伝説』（角川文庫、1974年、のちハルキ文庫）
- 『亜空間要塞の逆襲』（早川書房、1975年、のち文庫、角川文庫、ハルキ文庫）
- 『妖星伝」（1-7 講談社、1975年-1995年、のち文庫、ノン・ポシェット（全3巻））
- 『雨やどり 新宿馬鹿物語1』（河出書房新社、1975年 のち文春文庫）
- 『闇の中の黄金』（角川書店、1976年 のち文庫、ハルキ文庫、河出文庫）
- 『わが子に与える十二章』（沖積舎、1976年）詩集
- 『女たちは泥棒』（徳間書店、1976年 のち、文春文庫）
- 『邪神世界』（講談社、1977年、のち文庫、角川文庫、ハルキ文庫、河出文庫）
- 『獣人伝説』（実業之日本社、1977年、のち角川文庫、ハルキ文庫）
- 『新宿馬鹿物語』（文藝春秋、1977年、のち文庫）
- 『聖母伝説』（文藝春秋、1977年、のち文庫、角川文庫、ハルキ文庫）
- 『戸隠伝説』（講談社、1977年、のち文庫、河出文庫）
- 『どぶどろ』（新潮社、1977年、のち文庫、扶桑社文庫）
- 『下町探偵局』（潮出版社、1977年、のち文庫、角川文庫、ハルキ文庫）
- 『闇の中の哄笑』（角川書店、1978年、のちノン・ノベル、角川文庫、ハルキ文庫）
- 『慶長太平記 1』（文藝春秋、1978年）（祥伝社（完結版・全3巻）、1997年 - 1998年、のちノン・ノベル）
- 『魔女伝説』（中央公論社、1978年、のち文庫、角川文庫、ハルキ文庫）
- 『闇の女王』（実業之日本社、1978年、のち集英社文庫）
- 『うわさ帖』（毎日新聞社、1979年、のち講談社文庫、集英社文庫）
- 『女神伝説』（集英社、1979年、のち文庫）
- 『太陽の世界』（1-18 角川書店、1980年-1989年、のち角川文庫）
- 『魔境殺神事件』（新潮社、1981年、のち文庫）
- 『どさんこ大将』（集英社、1984年、のち文庫）
- 『死神伝説』（祥伝社、1985年、のち講談社文庫）
- 『忘れ傘』（集英社、1985年、のち文庫）
- 『楽園伝説』（祥伝社、1986年、のち角川文庫、講談社文庫）
- 『巨根伝説』（祥伝社、1986年、のち文庫）
- 『能登怪異譚』（集英社、1987年、のち文庫）
- 『岬一郎の抵抗』（毎日新聞社、1988年、のち集英社文庫、講談社文庫）
- 『小説 浅草案内』（新潮社、1988年、のち文庫、ちくま文庫）
- 『講談 碑夜十郎』（講談社、1989年、のち文庫、集英社文庫）
- 『高層街』（集英社、1990年、のち文庫）
- 『晴れた空』（集英社、1991年、のち文庫、祥伝社文庫）
- 『黄金奉行』（祥伝社、1991年、のち文庫）
- 『長者伝説』（祥伝社、1992年、のち文庫）
- 『かかし長屋』（読売新聞社、1992年、のち集英社文庫）
- 『二〇三〇年東北自治区』（新潮社、1992年、のち改題『人間狩り』祥伝社文庫）
- 『寒河江伝説』（実業之日本社、1992年、のち有楽出版社）
- 『夢見族の冒険』（中央公論社、1992年、のち文庫）
- 『魔人伝説』（祥伝社、1993年、のち文庫）
- 『虚空王の秘宝』（徳間書店、1994年、のち文庫）
- 『たそがれ酒場』（中央公論社、1994年、のち文庫）
- 『昭和悪女伝』（集英社、1994年、のち集英社文庫）
- 『講談大久保長安』（光文社、1995年、のち学陽書房人物文庫）
- 『葛飾物語』（中央公論社、1996年、のち文庫）
- 『すべて辛抱』（毎日新聞社、2001年、のち集英社文庫）
- 『晴れた空』（上下、祥伝社文庫、2005年、のち集英社文庫）

対談
- 『宇宙との対話 現代宇宙論講義』（小尾信弥と共著、朝日出版社 (レクチュア・ブックス)）1979

## 映像作品

### 映画
- 新宿馬鹿物語（原作、1977年）
- 戦国自衛隊（原作、1979年）
- セクシー・ぷりん 癖になりそう（原作『女たちは泥棒』、1981年）
- 戦国自衛隊1549（原案、2005年）
- となりの宇宙人（原作『となりの宇宙人』、2025年）

### テレビドラマ
- 雨やどり（原作、NHK銀河テレビ小説、1975年）
- およね平吉時穴道行（原作、1977年）
- 魔女伝説（原作、1979年）
- 闇の中の黄金（原作、1981年）
- 下町探偵局 (原作、NHK銀河テレビ小説、1984年)
- 現代恐怖サスペンス・大吉大凶（原作、1988年）
- 戦国自衛隊・関ヶ原の戦い（原作、2005年）
- 天晴れ夜十郎（原作、『講談碑夜十郎』の金曜時代劇版、1996年）

### オリジナルビデオ
- ビッグボス（原作、1992年）
- 魔王街 サディスティック・シティ（原作、1993年）

### アニメ
- エイトマン（脚本、1963年 - 1964年）
- 未来からきた少年 スーパージェッター（脚本、1965年 - 1966年）

## 関連書籍
- 『半村良: SF伝奇ロマンそして… 没後5年総特集』（河出書房新社KAWADE夢ムック、2007年） ISBN 978-4-309-97708-9
- 菅谷幸浩「『戦国自衛隊』論─1970年代における半村良の文学と思想─」（『高崎商科大学紀要』第32号、2017年）